# دایکان

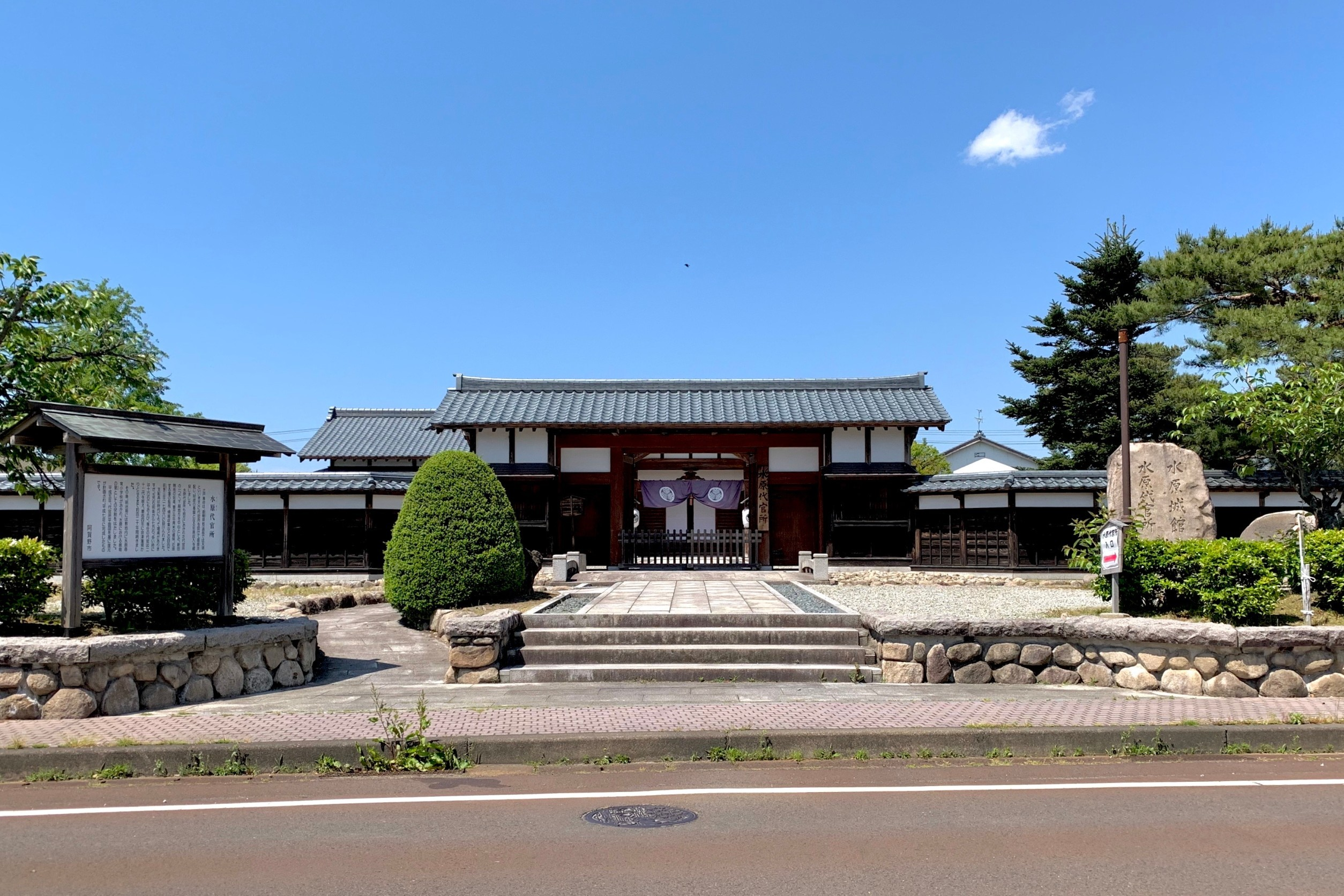
دفتر کار یک دایکان

دایکان (به ژاپنی: 代官 Daikan)، یک مقام مسئول در ژاپن بود که از طرف یک پادشاه حاکم (فرمانروای مطلق) یا یک ارباب فئودالی در سمتی که در آن منصوب شده بودند، عمل می‌کرد. از قرون وسطی، دایکان مسئول جمع‌آوری مالیات قلمرو و سرزمینی خود بود.
در دوره ادو، دایکان فرمانداران محلی بودند که مسئول حکومت و امنیت قلمروهای حوزه (هان (ژاپن)) و شوگون‌سالاری توکوگاوا بودند.